# ファイアリー・クロス礁

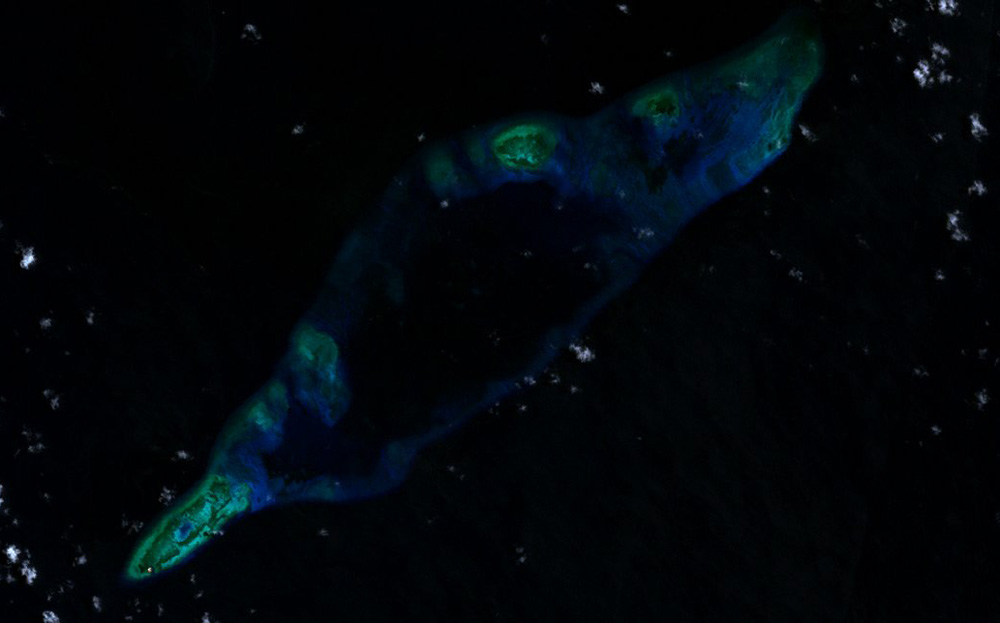
ファイアリー・クロス礁（2000年）　南西部の岩礁を中国が埋め立てて人工島を造成している。

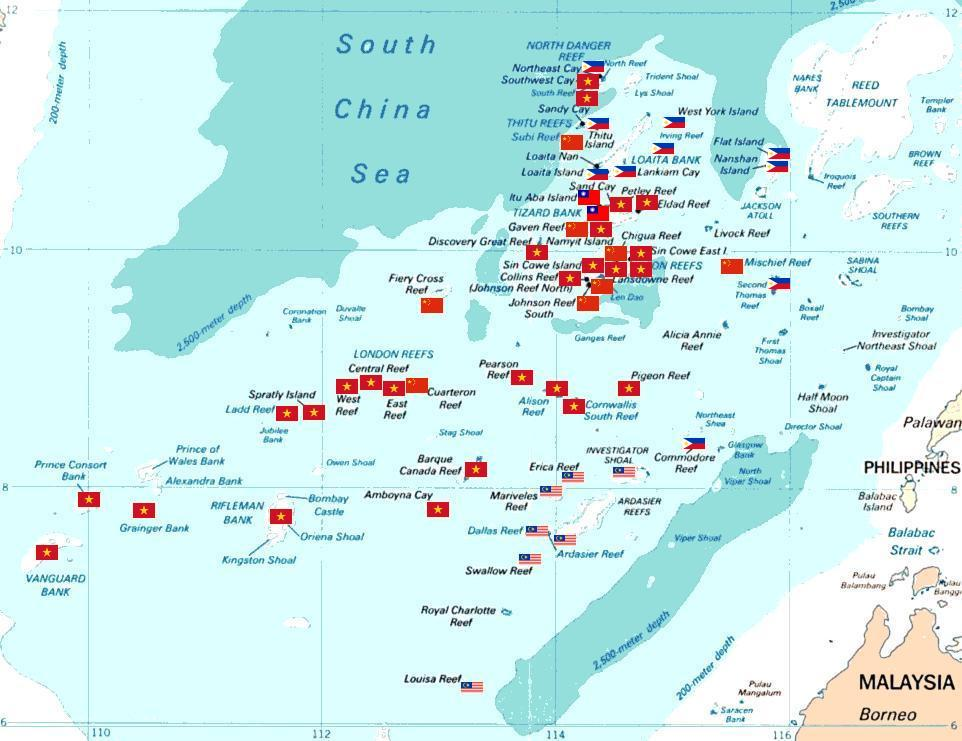
南沙諸島における南シナ海周辺諸国の実効支配状況

ファイアリー・クロス礁（ファイアリー・クロスしょう、英語：Fiery Cross Reef、ベトナム語：Đá Chữ Thập / 𥒥𡨸十、中国語: 永暑礁）は、南沙諸島にある環礁。中華人民共和国により南西部の岩礁周辺が埋め立てられ、南沙諸島最大の人工島（中国名：永暑島、中国語: 永暑岛）が造成されている。
2016年7月12日、オランダ・ハーグの常設仲裁裁判所は、いわゆる九段線に囲まれた南シナ海の地域について中華人民共和国が主張してきた歴史的権利について、「国際法上の法的根拠がなく、国際法に違反する」とする判断を下した。

## 概要
礁全体は、北東から南西方向に長さ約22キロメートル、幅約7キロメートルの細長い楕円形の環礁である。
環礁の主となる部分は南西部の岩礁である。中国がこの岩礁とその周辺部を埋め立てて陸地造成を進めている。CSIS（戦略国際問題研究所）の分析では陸上面積が2.74 km2、約3,110メートルの滑走路を持つ人工島となっている。
1947年に中華民国が「永暑礁」の名称を公布した。現在、中国、台湾（中華民国）およびベトナムが主権（領有）を主張している。国連海洋法条約では、低潮時にのみ海面上に現れる低潮高地である干出岩は、国連海洋法条約上の領土とはならない。また排他的経済水域 (EEZ) も設定できないが、自国のEEZ内であれば、その国が建造物を建設することができる。
ベトナムが占領していたが、1987年5月25日に中国の国家海洋局南沙考察隊が領有を主張するための主権碑を建設。1988年のスプラトリー諸島海戦（赤瓜礁海戦）において中国人民解放軍がベトナム軍に勝利し、奪取する。その後は、中国が実効支配し、中国人民解放軍海軍南海艦隊の重要な戦略拠点となっている。2013年1月には、中国国有会社のチャイナ・モバイルが、移動通信基地を設置し、開通させたことが報じられている。軍事関係者200人が常駐して要塞化している。
2016年7月12日の常設仲裁裁判所による裁定で、国連海洋法条約における「人間の居住又は独自の経済的生活を維持することのできない岩」（領有権が認められれば、領海、接続水域の設定が可能）であり、排他的経済水域および大陸棚を有さない岩（岩礁）であると認定され、同時に低潮時のみ海面上に現れる岩ではなく高潮時でも海面上に現れる岩だ（低潮高地ではない）と認定された。

## 人工島の造成

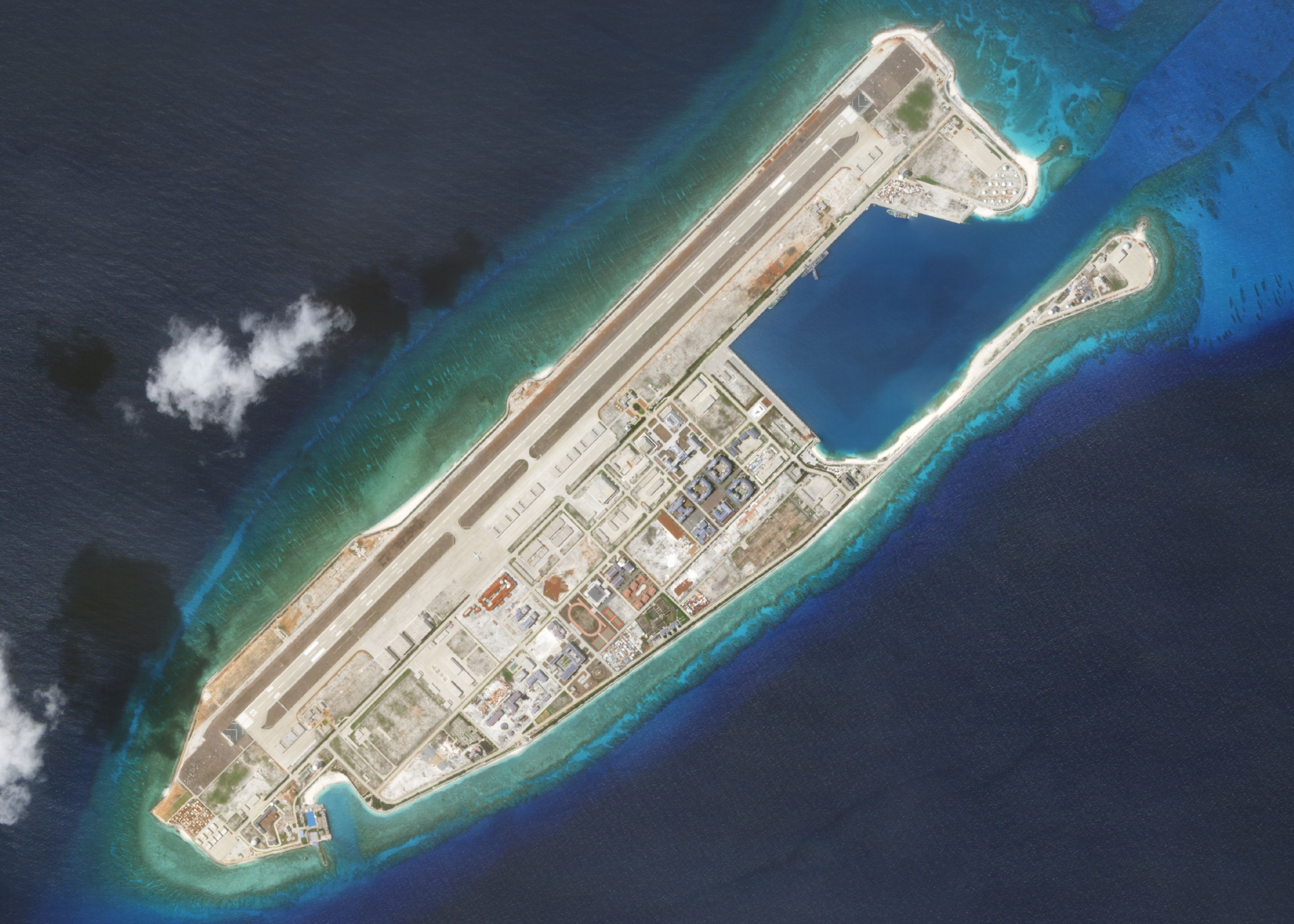
2020年のファイアリー・クロス礁

2014年8月から埋め立てが開始され、人工島の造成は11月に終了し、2015年1月からは約3,110メートルの滑走路の建設が開始され、港湾施設の整備も続けられている。
2015年3月16日に国際軍事専門誌IHSジェーンズ・ディフェンス・ウイークリーが、ファイアリー・クロス礁で3月23日に撮影された衛星写真を公表し、中国によって海軍艦船やタンカーが接岸できる大規模な軍港施設や3300メートルの滑走路などの建設が進められているのが確認された。
2015年5月20日にアメリカ海軍P-8Aポセイドン対潜哨戒機による偵察飛行にアメリカCNN記者が同乗し、ファイアリー・クロス礁周辺上空に接近した際に、中国海軍から「わが国の軍事警戒区域に接近している。直ち立ち去るように」と繰り返し警告を受けた。
2015年7月2日にアメリカのシンクタンクのCSISが、中国が浅瀬を埋め立てて施設の建設を続けているファイアリー・クロス礁の様子を6月28日に撮影した衛星写真を公開し、3,000メートル級の滑走路がほぼ完成しているほか、誘導路や駐機場とみられるスペースも整備が進んでいると分析、さらに2つのヘリポートと10基の衛星アンテナ、レーダー塔とみられる施設などが確認できると分析している。
2016年1月2日、中国外交部が、建設していた飛行場の完成と滑走路を使用して試験飛行をしたことを明らかにした。これに先立ちベトナムは、この試験飛行に抗議する声明を発表している。1月6日には、海南航空のボーイング737-800と中国南方航空のエアバスA319-100が試験飛行で海口国際空港より運航、着陸して、中国最南端の飛行場として運用可能なことを国際的にアピールした。4月17日、中国の新華社通信が、ファイアリー・クロス礁に中国海軍の哨戒機1機が着陸したと報道。中国が軍による南沙諸島での飛行場利用を明らかにしたのは初めてである。5月2日には、中国海軍が駐留兵士らを慰労するため、南海艦隊に就役している揚陸艦「崑崙山」を派遣し、演劇団を上陸させた。同行記者によると、飛行場や港、灯台、住居施設が既に完成しており、病院や海洋観測センターが建設されている。
2017年、CSIS傘下のアジア海事透明性イニシアチブ（AMTI) は、中国が既存の8つのミサイル・シェルターに加えて新たに４つのシェルターを建設し、また通信・レーダーシステムの可能性があるという別のドームも建設中と指摘した。
2019年、中国は中国名で永暑礁と呼んでいる環礁を、永暑島に名称変更した。ファイアリー・クロス礁の埋め立て部分で最長は約3.75kmにもおよび、米国がBIG3と警戒する巨大人工島の一つである。